# Arondismentul Vervins
Arondismentul Vervins (în franceză Arrondissement de Vervins) este un arondisment din departamentul Aisne, regiunea Picardia, Franța.

## Subdiviziuni

### Cantoane
- Cantonul Aubenton
- Cantonul La Capelle
- Cantonul Guise (Wieze)
- Cantonul Hirson
- Cantonul Le Nouvion-en-Thiérache
- Cantonul Sains-Richaumont
- Cantonul Vervins (Werven)
- Cantonul Wassigny

### Comune
| 1. Aisonville-et-Bernoville (02006)        | 2. Any-Martin-Rieux (02020)               | 3. Aubenton (02031)                   | 4. Audigny (02035)              |
| 5. Autreppes (02040)                       | 6. Bancigny (02044)                       | 7. Barzy-en-Thiérache (02050)         | 8. Beaumé (02055)               |
| 9. Bergues-sur-Sambre (02067)              | 10. Berlancourt (02068)                   | 11. Bernot (02070)                    | 12. Besmont (02079)             |
| 13. La Bouteille (02109)                   | 14. Boué (02103)                          | 15. Braye-en-Thiérache (02116)        | 16. Bucilly (02130)             |
| 17. Buire (02134)                          | 18. Buironfosse (02135)                   | 19. Burelles (02136)                  | 20. La Capelle (02141)          |
| 21. Chevennes (02182)                      | 22. Chigny (02188)                        | 23. Clairfontaine (02197)             | 24. Coingt (02204)              |
| 25. Colonfay (02206)                       | 26. Crupilly (02244)                      | 27. Dorengt (02269)                   | 28. Effry (02275)               |
| 29. Englancourt (02276)                    | 30. Erloy (02284)                         | 31. Esquéhéries (02286)               | 32. Fesmy-le-Sart (02308)       |
| 33. La Flamengrie (02312)                  | 34. Flavigny-le-Grand-et-Beaurain (02313) | 35. Fontaine-lès-Vervins (02321)      | 36. Fontenelle (02324)          |
| 37. Franqueville (02331)                   | 38. Froidestrées (02337)                  | 39. Gercy (02341)                     | 40. Gergny (02342)              |
| 41. Grand-Verly (02783)                    | 42. Gronard (02357)                       | 43. Grougis (02358)                   | 44. Guise (02361)               |
| 45. Hannapes (02366)                       | 46. Harcigny (02369)                      | 47. Hary (02373)                      | 48. Hauteville (02376)          |
| 49. Haution (02377)                        | 50. Hirson (02381)                        | 51. Houry (02384)                     | 52. Housset (02385)             |
| 53. La Hérie (02378)                       | 54. Le Hérie-la-Viéville (02379)          | 55. Iron (02386)                      | 56. Iviers (02388)              |
| 57. Jeantes (02391)                        | 58. Laigny (02401)                        | 59. Landifay-et-Bertaignemont (02403) | 60. Landouzy-la-Cour (02404)    |
| 61. Landouzy-la-Ville (02405)              | 62. Lavaqueresse (02414)                  | 63. Lemé (02416)                      | 64. Lerzy (02418)               |
| 65. Leschelle (02419)                      | 66. Lesquielles-Saint-Germain (02422)     | 67. Leuze (02425)                     | 68. Logny-lès-Aubenton (02435)  |
| 69. Lugny (02444)                          | 70. Luzoir (02445)                        | 71. Macquigny (02450)                 | 72. Malzy (02455)               |
| 73. Marfontaine (02463)                    | 74. Marly-Gomont (02469)                  | 75. Martigny (02470)                  | 76. Mennevret (02476)           |
| 77. Molain (02488)                         | 78. Monceau-le-Neuf-et-Faucouzy (02491)   | 79. Monceau-sur-Oise (02494)          | 80. Mondrepuis (02495)          |
| 81. Mont-Saint-Jean (02522)                | 82. Nampcelles-la-Cour (02535)            | 83. Neuve-Maison (02544)              | 84. La Neuville-Housset (02547) |
| 85. La Neuville-lès-Dorengt (02548)        | 86. Le Nouvion-en-Thiérache (02558)       | 87. Noyales (02563)                   | 88. Ohis (02567)                |
| 89. Oisy (02569)                           | 90. Origny-en-Thiérache (02574)           | 91. Papleux (02584)                   | 92. Petit-Verly (02784)         |
| 93. Plomion (02608)                        | 94. Prisces (02623)                       | 95. Proisy (02624)                    | 96. Proix (02625)               |
| 97. Puisieux-et-Clanlieu (02629)           | 98. Ribeauvillé (02647)                   | 99. Rocquigny (02650)                 | 100. Rogny (02652)              |
| 101. Romery (02654)                        | 102. Rougeries (02657)                    | 103. Sains-Richaumont (02668)         | 104. Saint-Algis (02670)        |
| 105. Saint-Clément (02674)                 | 106. Saint-Gobert (02681)                 | 107. Saint-Martin-Rivière (02683)     | 108. Saint-Michel (02684)       |
| 109. Saint-Pierre-lès-Franqueville (02688) | 110. Sommeron (02725)                     | 111. Sorbais (02728)                  | 112. Le Sourd (02731)           |
| 113. Thenailles (02740)                    | 114. Tupigny (02753)                      | 115. Vadencourt (02757)               | 116. La Vallée-Mulâtre (02760)  |
| 117. La Vallée-au-Blé (02759)              | 118. Vaux-Andigny (02769)                 | 119. Vervins (02789)                  | 120. Villers-lès-Guise (02814)  |
| 121. Voharies (02823)                      | 122. Voulpaix (02826)                     | 123. Vénérolles (02779)               | 124. Wassigny (02830)           |
| 125. Watigny (02831)                       | 126. Wimy (02833)                         | 127. Wiège-Faty (02832)               | 128. Éparcy (02278)             |
| 129. Étreux (02298)                        | 130. Étréaupont (02295)                   |                                       |                                 |